# Шидловский, Михаил Владимирович
Михаи́л Влади́мирович Шидло́вский [20 июля (1 августа) 1856 — 14 января 1921] — русский генерал-майор, начальник Эскадры воздушных кораблей в Первую мировую войну, ближайший сподвижник И. И. Сикорского по авиастроению.

## Биография

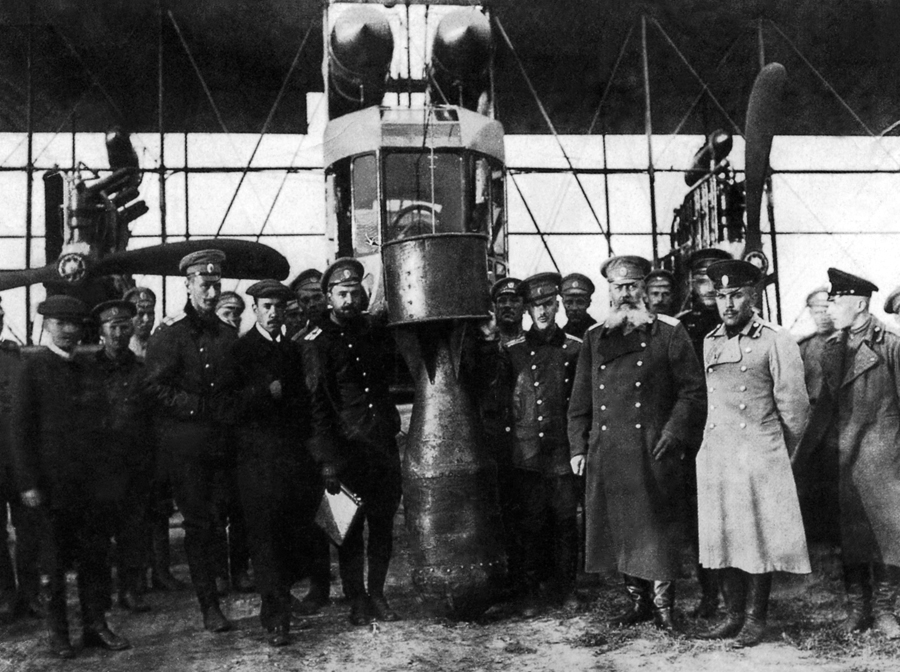
Учебная 25-пудовая бомба. В центре — Киреев, Никольской, Сикорский, Панкратьев (с планшетом в руке), Шидловский

Из дворян Воронежской губернии, ныне село Новохуторное Красногвардейского района Белгородской области. Выходец из дворянского рода Шидловских, потомок генерал-майора Ф. В. Шидловского, лишённого прав и имущества в конфликте с А. Д. Меншиковым.
Отец — Владимир Дмитриевич Шидловский (1816—1892). Мать — Екатерина Арсеньевна Шидловская (урожд. Козлова; умерла в 1892 году). У Михаила Владимировича было 7 братьев и 4 сестры.
Михаил Шидловский окончил Морской кадетский корпус и Александровскую военно-юридическую академию. В 1878—1879 годах ходил на фрегате «Князь Пожарский», в 1880—1882 годах перешёл к берегам Тихого океана, участвовал в гидрографических работах у побережья острова Сахалин, в 1884 году получил чин лейтенанта. Выйдя в отставку, поступил на службу в Министерство финансов. Являлся членом Государственного совета Российской империи. С 1900 года — действительный статский советник.
Был избран председателем правления Акционерного общества Русско-Балтийского вагонного завода. Руководил производством первых русских автомобилей, известных под маркой «Руссо-Балт». В 1912 году открыл отделение завода в Санкт-Петербурге и создал авиационный отдел. На должность руководителя и конструктора самолётов он пригласил И. И. Сикорского. В августе 1913 года на заводе начались работы по созданию тяжёлого самолёта «Илья Муромец».
М. В. Шидловский, видя неэффективность использования одиночных воздушных кораблей «Илья Муромец», предложил собрать их в одно соединение по примеру эскадры морских кораблей. В результате его доклада в декабре 1914 года последовал приказ об образовании Управления Эскадры воздушных кораблей (УЭВК). Шидловский был назначен начальником УЭВК с присвоением ему чина генерал-майора.
В 1915 году Шидловский руководил изготовлением первого в России авиационного двигателя. В том же году награждён орденом Святого Владимира 2-й степени. В апреле 1917 года был обвинён Временным правительством в некомпетентности, снят с должности и отозван с фронта в Петроград, а 20 июня уволен от службы по прошению.
После Октябрьской революции у основателя российского авиапрома сложилась трагическая судьба. По одной из версий, Михаил Владимирович Шидловский со своим 18-летним сыном был расстрелян солдатами в августе 1918 года при переходе финской границы. Однако в материалах уголовного дела № 9964 архива Управления ФСБ по Санкт-Петербургу и Ленинградской области сказано, что в 1919 году его арестовали чекисты по обвинению в шпионаже, а 14 января 1921 года он был расстрелян.
В 1998 году реабилитирован в России как необоснованно репрессированный.

## Семья
- 1-й брак — Мария Семеновна Шидловская (урожд. Храповицкая; умерла в 1907 году), внучка И.С.Храповицкого, сестра промышленника, камергера В.С.Храповицкого.
  - Сын Михаил (1894—1921, расстрелян[7])
- 2-й брак — (с 1908) Анна Михайловна Шидловская (урожд. Матвеева; 1868—1943[8]).

Братья и сестры:
- Николай, сенатор, член Государственного совета.
- Александр (1845—1903), действительный статский советник, управляющий Уфимской и Полтавской казёнными палатами. Его дочь, Мария Александровна (в замуж. Сидорова; 1882—1947)[9], была учредительницей «Частного 8-классного Коммерческого училища М.А.Шидловской Министерства торговли и промышленности для совместного обучения мальчиков и девочек», где, в частности, работала Ю.И.Фаусек и учились дети художника Кустодиева, брат и сестра Шостокович и др. В 1924 году была сослана на Соловки[10].  Двое его сыновей — Сергей (1884—1920) и Арсений (1889—1931) были репрессированы. Его внучка, Ольга Сергеевна Шидловская (1913—1985) — жена М.И.Стеблин-Каменского.
- Сергей, врач-гигиенист, доктор медицины, профессор и академик Императорской Военно-медицинской академии.
- Лидия (1848—1930). Ее муж — Иван Викторович фон Денфер (1851—1936), педагог, директор Бакинской Мариинской женской гимназии, директор Бакинского реального училища[11].
- Ольга (1851—1912), замужем за юристом и педагогом А.Д. Градовским. Ее дочь Наталья (1870—1940) вышла замуж за филолога, лингвиста и историка А.А.Шахматова, другая дочь — София (1872—1913) была замужем за Ф.А.Вальтером,магистром права, сенатором. Их сын — А.Ф.Вальтер, физик, был репрессирован, а дочь — София Филипповна Вальтер (в замуж. Кулакова; 1912/3—1942), химик, погибла в блокаду[12].
- Дмитрий (1853—1894), мировой судья в Воронежской губернии. Его жена — Евгения Аполлоновна (1857/8—1941; урожд.Типольт, сестра Н.А.Типольта), погибла в блокадном Ленинграде[13]. Их сын, Владимир Дмитриевич Шидловский (1882—1920), воевал в Гражданской войне в РККА, погиб при штурме Перекопа. Дочь, Софья Дмитриевна, в замуж. Ландшевская в 1933 году репрессирована вместе со своим мужем[14].
- Федор (1858—1907), инженер путей сообщений, заместитель начальника Ташкентской железной дороги. Его жена, Софья Алексеевна (187218941942), дочь А.Б.Бера, погибла в блокадном Ленинграде[15]. Также в блокаду погиб их сын — Алексей Федорович Шидловский[16]. Дочь, Надежда Федоровна Шидловская, в замуж. Павловская (1894—1939), умерла в ссылке в Казахстане, а ее муж, Николай Фабианович Павловский, был расстрелян[17][18].
- Екатерина (1860/2—1942), погибла в блокаду[19].

## Память
- В 1999 году по инициативе лётчиков дальней авиации Михаилу Владимировичу Шидловскому перед штабом Дальней авиации в Москве был установлен памятник[20].
- В 2014 году в честь 100-летия дальней авиации сверхзвуковому ракетоносцу-бомбардировщику Ту-22М3 (RF-94154) присвоено имя «Михаил Шидловский»[21].
- Одна из новых улиц Воронежа в 2016 году названа именем М. В. Шидловского (в 2021 году на одном из домов улицы установлена мемориальная доска в его честь)[22].
- 26 октября 2021 года открыта мемориальная доска Михаилу Владимировичу Шидловскому в музее авиационного тренажёростроения ПАО «Туполев» в Москве. В церемонии открытия принимал участие президент Республики Татарстан, председатель Совета директоров ПАО «Туполев» Рустам Минниханов. Надпись на памятной доске гласит: «Человеку слова, одному из основателей отечественного авиапрома, родоначальнику дальней авиации России Михаилу Владимировичу Шидловскому от благодарных соотечественников»[23][24].
- В честь М. В. Шидловского назван мыс Шидловского на острове Сахалин (мыс обследован экипажем клипера «Пластун» в 1882 году и тогда же его назвали в честь члена экипажа мичмана Михаила Шидловского)[25].